# Scyphozoa
Scyphozoa er en klasse af rækken nældecelledyr, som ofte kaldes de ægte gopler.
Navnet Scyphozoa stammer fra det græske ord skyphos (σκύφος), hvilket er en slags kop. Det hentyder til goplens koppeagtige form.

## Taksonomi
Klassen Scyphozoa
-  Ordenen Coronatae

- Familien Atollidae
- Familien Atorellidae
- Familien Linuchidae
- Familien Nausithoidae
- Familien Paraphyllinidae
- Familien Periphyllidae

- Underklassen Discomedusae

-  Ordenen Rhizostomeae

- Underordenen Daktyliophorae

- Familien Catostylidae
- Familien Lobonematidae
- Familien Lychnorhizidae
- Familien Rhizostomatidae
- Familien Stomolophidae

- Underordenen Kolpophorae

- Familien Cassiopeidae
- Familien Cepheidae
- Familien Mastigiidae
- Familien Thysanostomatidae
- Familien Versurigidae

- Ordenen Semaeostomeae

- Familien Cyaneidae
- Familien Drymonematidae
- Familien Pelagiidae
- Familien Phacellophoridae
- Familien Ulmaridae